# Ascensión (municipalité)
Pour les articles homonymes, voir Ascensión.
Ascensión est une municipalité de l'État de Chihuahua, au Mexique. Elle couvre une superficie de 11 000,1 km2 et compte 24 966 habitants en 2015.